# Riolo Terme
Riolo Terme é uma comuna italiana da região da Emília-Romanha, província de Ravena, com cerca de 5.334 habitantes. Estende-se por uma área de 44 km², tendo uma densidade populacional de 121 hab/km². Faz fronteira com Borgo Tossignano (BO), Brisighella, Casola Valsenio, Castel Bolognese, Faenza, Imola (BO).

## Demografia
| Variação demográfica do município entre 1861 e 2011                               |
|                                                                                   |
| Fonte: Istituto Nazionale di Statistica (ISTAT) - Elaboração gráfica da Wikipedia |